# Oliver Zeidler
Oliver Zeidler (* 24. Juli 1996 in Dachau) ist ein deutscher Ruderer und ehemaliger Schwimmer. Als Ruderer startet er im Einer und wurde 2024 Olympiasieger in Paris.

## Werdegang
Oliver Zeidler betrieb zunächst Schwimmsport, in dem er 2014 und 2015 Deutscher Meister seines Jahrgangs wurde und bei den Jugend-Europameisterschaften über 100 Meter Freistil ins Halbfinale kam. Als sich seine Trainingsgruppe bei der SG Stadtwerke München auflöste, hörte er Ende 2016 mit dem Schwimmen auf. Im gleichen Jahr begann er – erst im Alter von 20 Jahren – mit dem Rudern. Er wohnte nur wenige Kilometer von der Regattastrecke Oberschleißheim entfernt. Schnell stellten sich die ersten Erfolge ein. Zeidler gewann bei den World Games 2017 im Ergorudern die Goldmedaille und wurde im selben Jahr bei den U23-Europameisterschaften Vizeeuropameister.
Im Jahr 2018 nahm er erstmals am Weltcuprennen teil. Beim Finale auf dem Luzerner Rotsee wurde er Zweiter und gewann damit den Gesamtweltcup im Einer. Er wurde für die Weltmeisterschaften 2018 im September 2018 in Plowdiw nominiert, wobei er sich gegen seinen gleichaltrigen Rivalen Tim Ole Naske durchsetzte. Dort erreichte er als Zweiter seines Halbfinallaufes das Finale, in dem er den sechsten Platz belegte. 2019 gelang ihm der Sieg der Weltmeisterschaft im Ergorudern über 2000 Meter. Nachdem Zeidler 2018 hinter Tim Ole Naske und Stephan Krüger Dritter der Deutschen Meisterschaften im Einer geworden war, gewann er 2019 den Titel vor Stephan Krüger und Timo Piontek. Bei den Europameisterschaften 2019 in Luzern gewann er am 2. Juni 2019 den Titel mit knappem Vorsprung vor dem Niederländer Stef Broenink. Am 1. September 2019 wurde er im österreichischen Ottensheim mit drei Hundertstel Sekunden Vorsprung vor dem Dänen Sverri Nielsen Weltmeister. 2020 erreichte Oliver Zeidler bei den Europameisterschaften in Posen als Vierter das Ziel, er hatte dabei zwei Hundertstelsekunden Rückstand auf den drittplatzierten Norweger Kjetil Borch. Bei den europäischen Titelkämpfen 2021 im italienischen Varese gewann er seinen zweiten Europameistertitel. Bei den Olympischen Spielen in Tokio verpasste Zeidler den Einzug ins A-Finale und beendete die Regatta als Siebter.
2022 ruderte Zeidler bei den Europameisterschaften in München auf den vierten Platz. Einen Monat später gewann er bei den Weltmeisterschaften in Račice u Štětí den Titel vor dem Europameister Melvin Twellaar aus den Niederlanden.
Oliver Zeidler wird von seinem Vater Heino Zeidler trainiert. Seit 2022 startet er für die Frankfurter Rudergesellschaft Germania, zuvor war er für den Donau-Ruder-Club Ingolstadt aktiv.
Bei den Olympischen Spielen 2024 in Paris gewann er am 3. August 2024 Gold, nachdem er zwei Tage zuvor in der Qualifikation mit 6:35,77 min den olympischen Rekord erruderte.
Am 15. Dezember 2024 wurde Zeidler zu Deutschlands Sportler des Jahres 2024 gekürt. Bei der Wahl von Sportjournalisten setzte er sich knapp gegen den Schwimmer Lukas Märtens (Goldmedaille bei den Olympischen Spielen 2024 über 400 Meter Freistil) durch.
Nach dem Abitur 2015 absolvierte er eine Ausbildung zum Steuerfachangestellten und parallel ab 2016 ein Bachelor-Studium an der Hochschule für Oekonomie & Management. Vor den 2021 ausgetragenen Olympischen Spielen 2020 schloss er zudem sein Masterstudium an der Universität Münster ab. Das Jahr 2025 nutzte er, um seinen Master of Business Administration (MBA) am International Institute for Management Development (IMD) in Lausanne zu machen.

## Familie
Oliver Zeidler stammt aus einer Ruderer-Familie. Großvater Hans-Johann Färber war Olympiasieger 1972 im Vierer mit Steuermann, sein Vater Heino Zeidler WM-Vierter 1994 im Zweier mit Steuermann, Onkel Matthias Ungemach Weltmeister 1990 im Achter und 1991 im Vierer mit Steuermann, Tante Judith Zeidler 1988 Olympiasiegerin im DDR-Achter. Seine jüngere Schwester Marie-Sophie Zeidler ist ebenfalls Ruderin und gewann bei den Juniorinnen WM- und EM-Medaillen.
Zeidler ist in einer Beziehung mit Sofia Meakin, einer erfolgreichen Ruderin, die für die Schweizer Nationalmannschaft an internationalen Wettkämpfen teilnimmt.